# Главинова къща
Къщата музей „Васил Главинов“ (на македонска литературна норма: Спомен куќа на Васил Главинов) е къщата на видния пропагандатор на социалистическите идеи в Македония Васил Главинов, днес музей, посветен на живота и творчеството му.

## Местоположение
Къщата е разположена на улица „9 ноември“ № 28 (стара номерация № 20), в махалата Долни дюкяни на Стария град, близо до Хаджиконстантиновата и Касаповата къща.

## История
Изградена е в средата на XIX век или в края на века – началото на XX век. В 1968 година частично е откупена от страна на държавата, а една година по-късно, по случай 40-годишнината от смъртта на Главинов е превърната в музей и отворена за посетители. В 1972 година е опожарена и след реконструкция е отворена отново в 1979 година. В 2009 година Народният музей във Велес прави в нея тематична експозиция за Васил Главинов.

## Архитектура
Къщата се смята за един от най-красивите образци на старата велешка архитектура. Изградена е на ъгъла на две улици. Входът е от долната улица през дървена двукрила порта, издигната на две стълби. Къщата се състои от сутерен, приземие и етаж, градени в неправилна форма според стръмния терен и структурата на парцела. Входът води в сутерена, откъдето по няколко стълби се стига в приземието, което се състои от две стаи, работилница и отворен трем с неправилна форма. През трема с дървено стълбище се излиза на етажа, на който има чардак, обърнат към Вардар и Пърцорек. През чардака се стига до кухнята и две стаи, едната с чардак. Прозорците са хоризонтални и завършват в барокови форми. Чардаците са еркерно издадени.
Сутеренът е каменен, приземието и етажът са с паянтова конструкция, измазана с бяло и с дървени обшивки. Покривът също е дървена конструкция с керемиди.